# Bodetal-Seilbahn

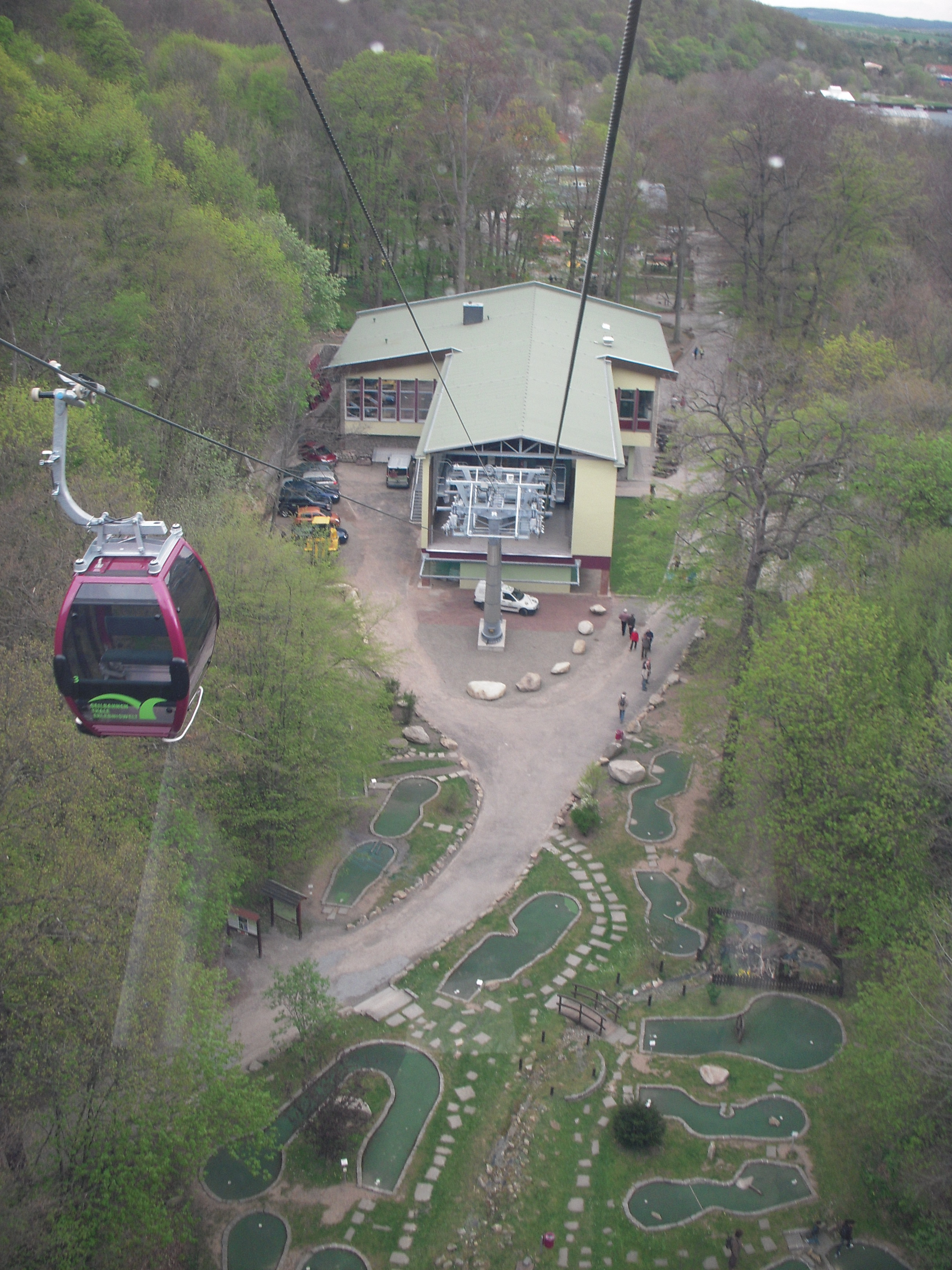
Station in Thale nach Umbau mit Gondeln von 2012 (Bild von 2012)

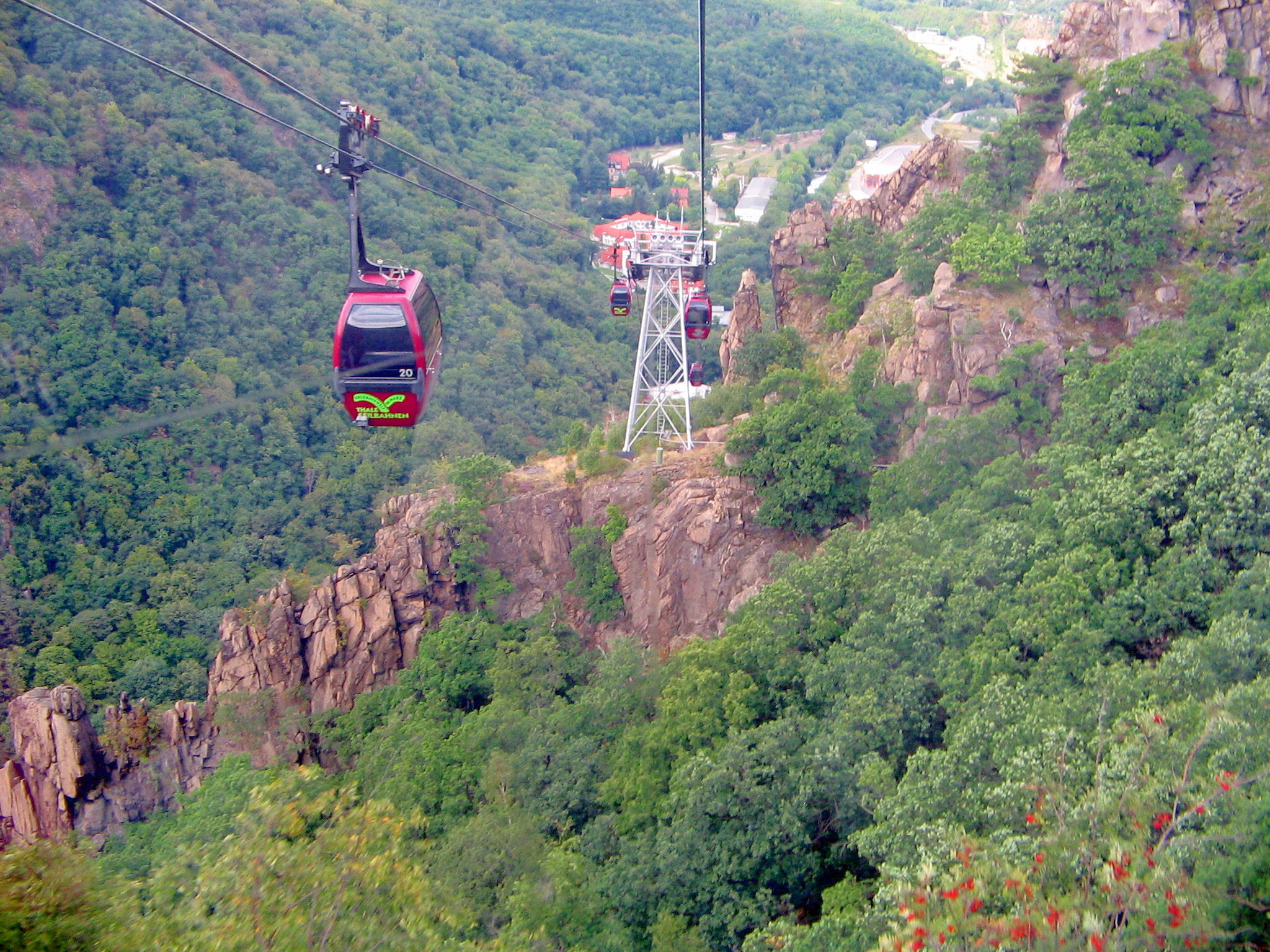
Bodetal-Seilbahn in Thale mit den Gondeln von 1994 (Bild 2006)

Die Bodetal-Seilbahn, auch Kabinenbahn Hexentanzplatz genannt, ist eine Luftseilbahn im Bodetal in Thale im Harz. Sie ist von Januar bis Oktober in Betrieb. Sie führt von der Talstation in einer Höhe von 183 Meter über dem Meeresspiegel zur Bergstation auf dem Hexentanzplatz, welche 428 Meter über dem Meeresspiegel liegt.
Die Bahn wurde 1970 erbaut und in den Jahren 1994 und 2012 grundlegend erneuert.

## Erste Bahn
Die Seilbahn wurde zwischen 1969 und 1970 in Zusammenarbeit vom tschechischen Kombinat Transporta Chrudim und der PGH „Elektrotherm Quedlinburg“ erbaut. Die Seilbahn wurde am 7. Oktober 1970 feierlich eröffnet und war ursprünglich für den Einsatz am Fernsehturm Dresden geplant. Dort sollte die Bahn vom Elbufer zum Fernsehturm führen.
Diese erste Bahn besaß insgesamt drei Stützen. Hiervon hatte die unterste im Bodetal gelegene Stütze eine Höhe von 45 Metern. Die zwei anderen Stützen waren wegen der starken Neigung als Überläufer ausgeführt.
Die Seilbahn wurde 1994 von den Firmen Girak und Siemens vollständig umgebaut und mit Kabinen der schweizerischen Firma CWA (Modell Omega II) ausgestattet. Die alten Kabinen wurden einzeln verkauft, eine (Nummer 09) befindet sich in der Talstation. Die 721 Meter lange „Zweiseil-Kleinkabinen-Umlaufbahn“ besaß Neigungen bis zu 75 Prozent. Das Tragseil hatte 40 mm Durchmesser, das Zugseil 26 mm. Der elektrische Hauptantrieb befand sich in der Bergstation. Die Seilbahn hatte eine maximale Geschwindigkeit von 3,5 m/s (12,6 km/h) und eine Förderleistung von 700 Personen pro Stunde in jeder Richtung.
Die Kleinkabinenbahn verfügte über 38 Kabinen für je vier Personen, von denen maximal 34 in Umlauf waren.
Am 3. Oktober 2011 war der letzte Einsatztag dieser Seilbahn, welche in fast 41 Jahren über 36 Millionen Fahrgäste befördert hatte, einen Tag später begannen bereits die Demontagearbeiten. Im Jahr 2011 wurden insgesamt 570.000 Fahrgäste gezählt.

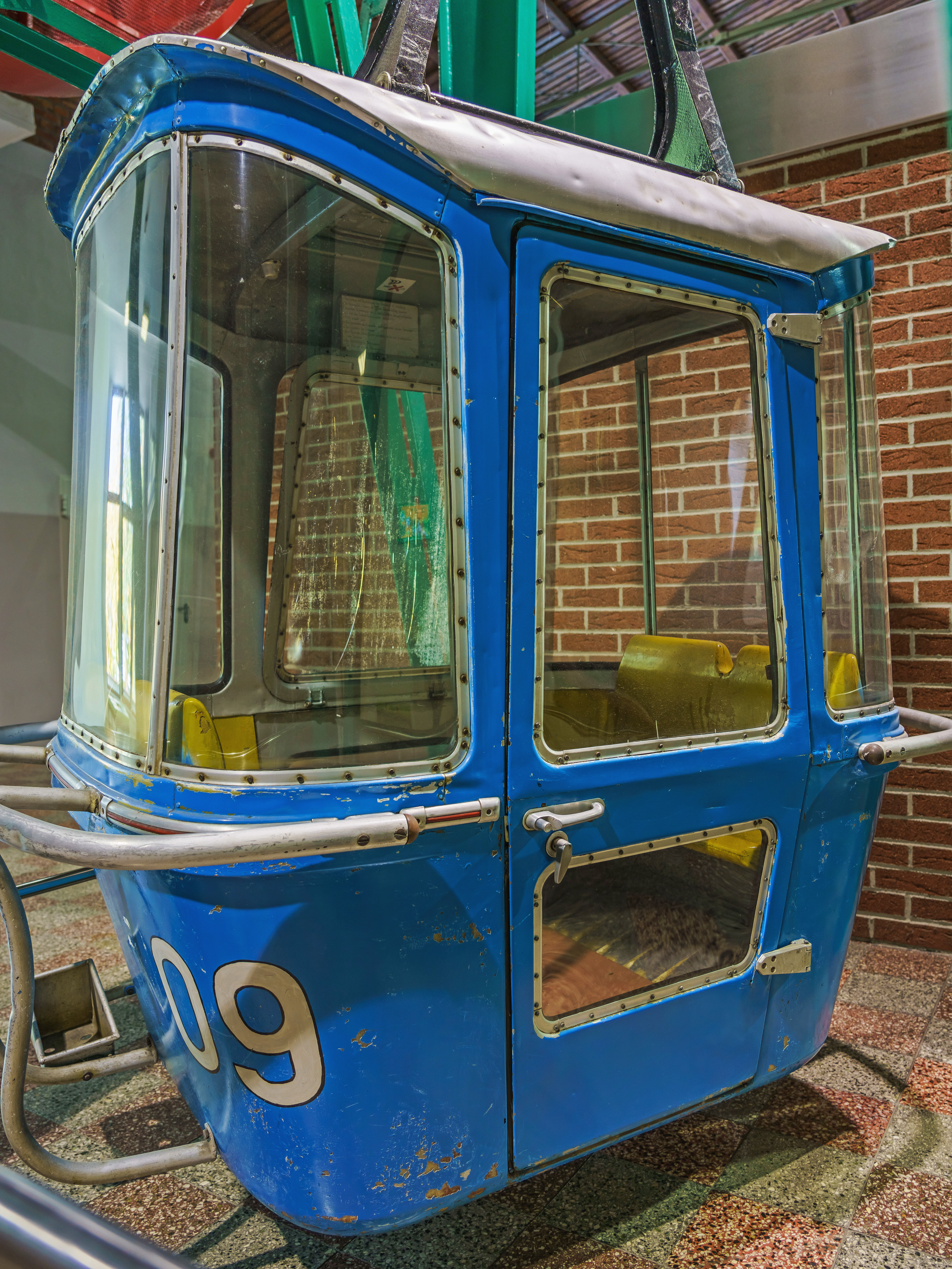
Eine der ersten Gondeln 1970–1994, ausgestellt in der Talstation
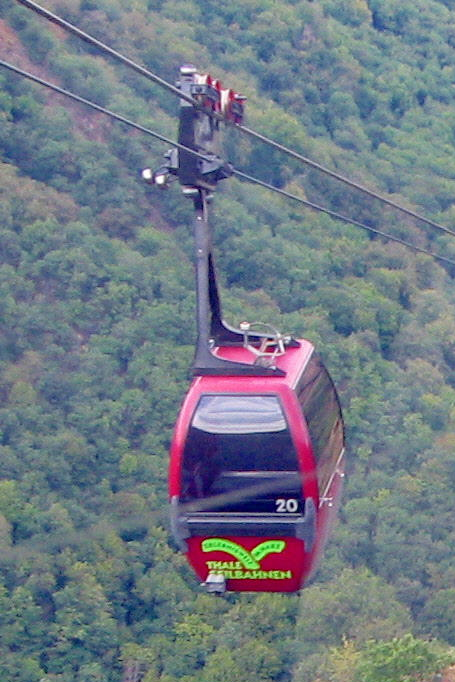
Gondelversion 1994–2011
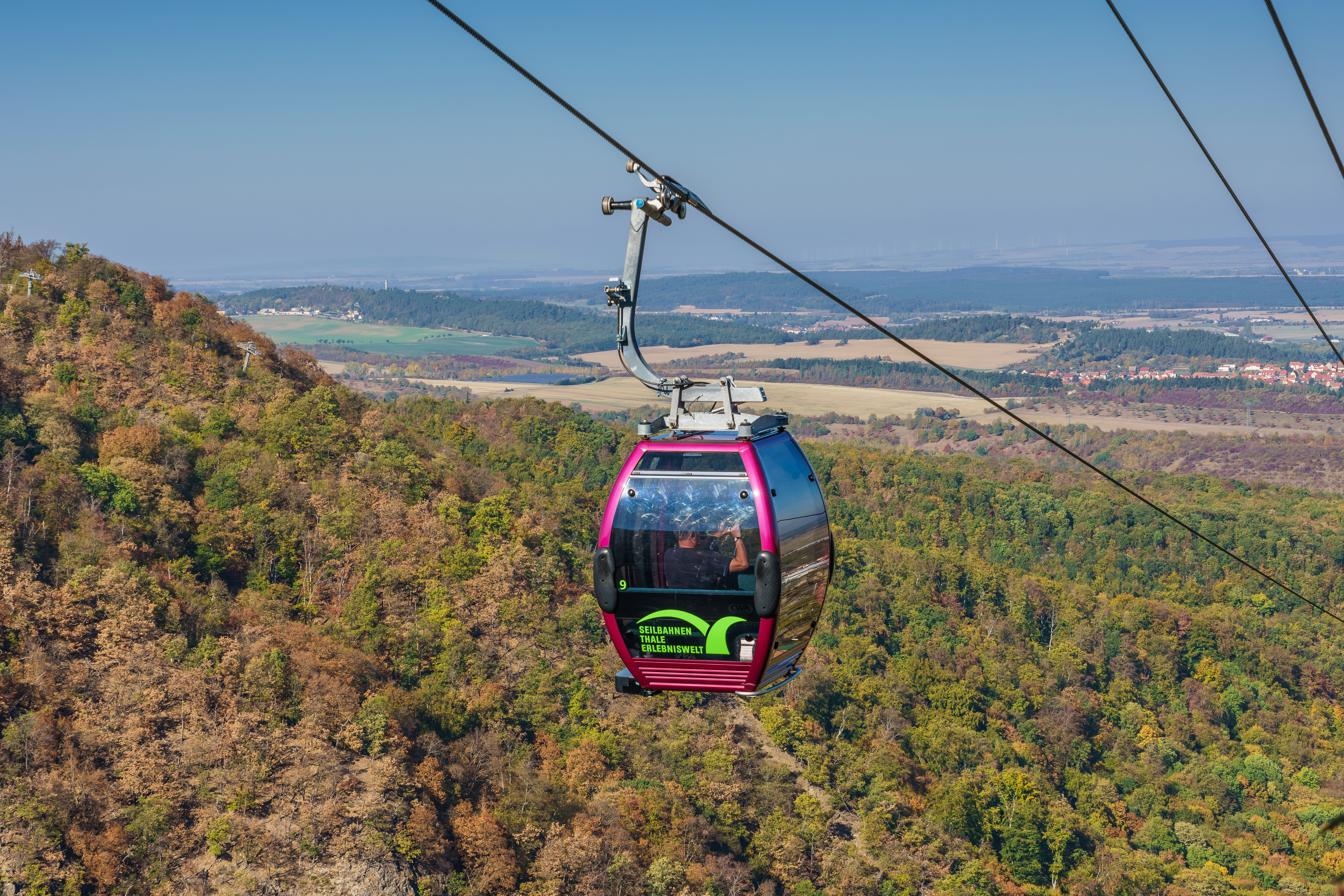
Rote Gondel ab 2012 mit herkömmlichem Boden
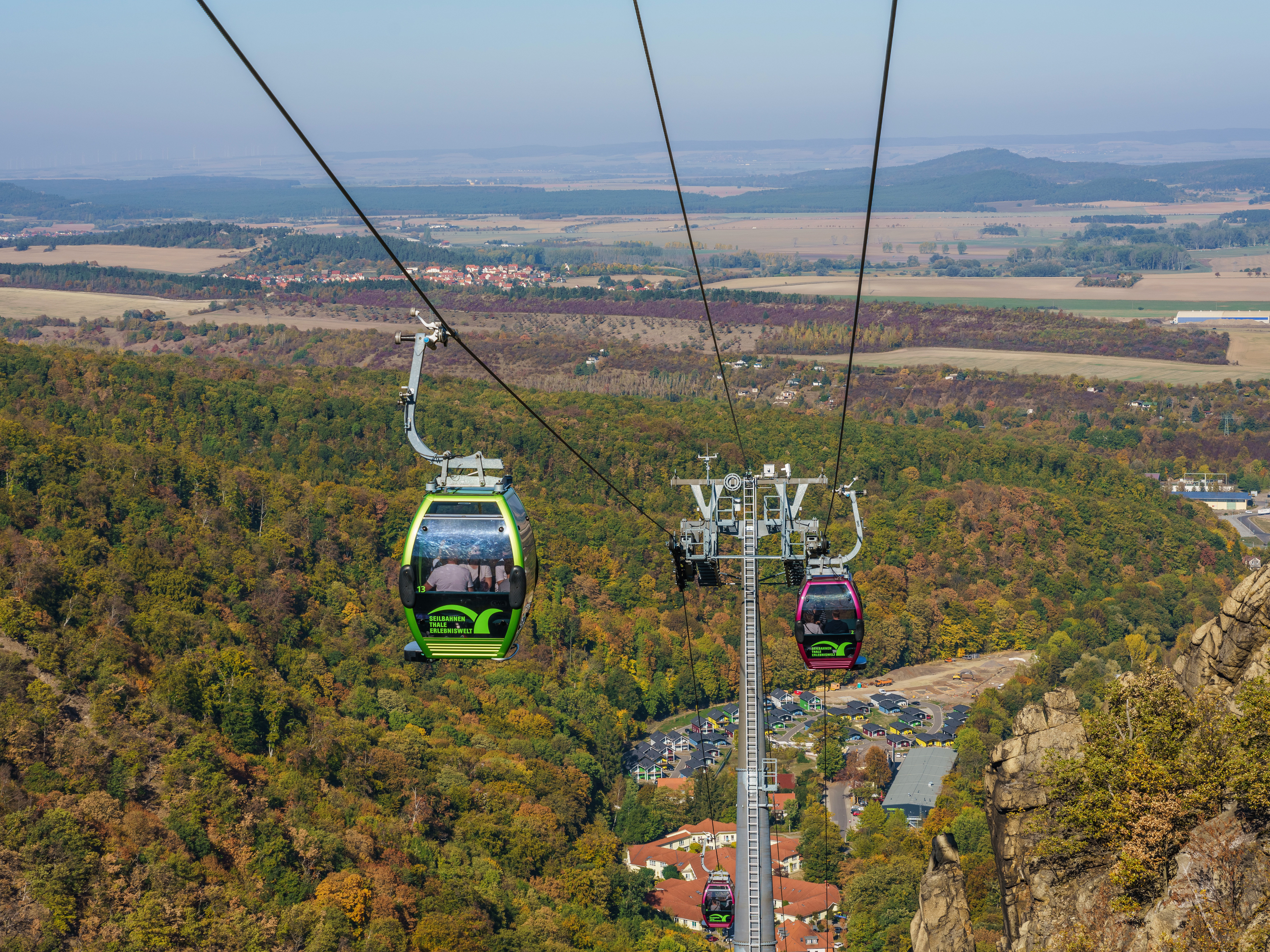
Grüne Gondel ab 2012 mit Glas-Fußboden

## Zweite Bahn

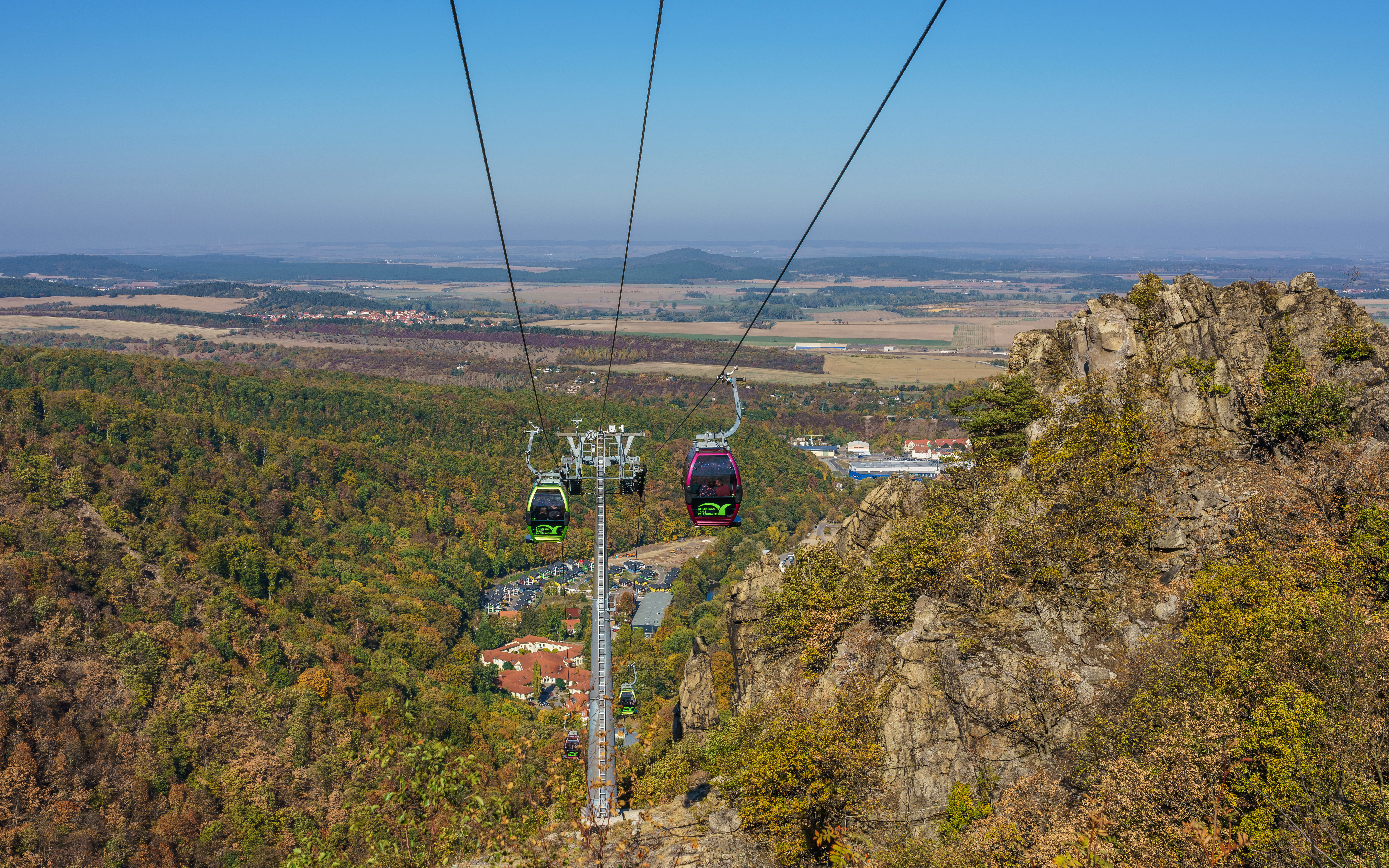
Blick auf die Seilbahn vom Hexentanzplatz

Da der ursprüngliche tschechische Anlagenbauer nicht mehr existierte, konnten Ersatzteile nur noch sehr teuer beschafft werden. Daher beschloss man, eine neue Bahn zu bauen. Nach Saisonende 2011 wurde dafür die Bahn komplett abmontiert. Die Gondeln wurden zusammen verkauft, die Stützen und das gesamte Antriebssystem wurden demontiert und größtenteils verschrottet. Anschließend wurden sowohl Tal- als auch Bergstation entkernt und modernisiert.
Die neue Bahn, die am 21. April 2012 eröffnet wurde, kostete 4,7 Millionen Euro. Es wurde auf eine Einseilumlaufbahn umgestellt, dafür mussten fünf (früher drei) neue Stützen gebaut werden. In den nur noch 21 Kabinen finden bis zu sechs Personen Platz. Das Bordeauxrot von elf Gondeln wurde den in den 1990er Jahren neu angeschafften Gondeln nachempfunden. Zehn Gondeln in grüner Farbe verfügen über einen Panzerglas-Fußboden. Der 198 kW (270 PS) starke Antrieb befindet sich nun in der Talstation. Abstellmöglichkeiten für nicht verwendete Gondeln sind nur noch in der Bergstation vorgesehen. Die Bahn überwindet einen Höhenunterschied von 244 Metern bei einer Fahrlänge von 728 Metern. Die Fahrzeit beträgt vier bis acht Minuten bei einer maximalen Geschwindigkeit von fünf Metern pro Sekunde, die Fahrleistung liegt bei bis zu 1100 Besuchern pro Stunde.